# Lipót Baumhorn
Lipót Baumhorn (hongrois : Baumhorn Lipót, allemand : Leopold Baumhorn, 28 décembre 1860 à Kisbér - 8 juillet 1932 à Kisbér) était un architecte hongrois.

## Carrière
Baumhorn a étudié à Vienne avec Freiherr von Ferstel, qui fut l'architecte de l'église de Votivkirche. Il étudia également avec Ödön Lechner. Au fil des années, il créa son propre style d'architecture et bâtit plus de vingt synagogues.

## Bâtiments
- Timișoara
  - Bega Palace
  - Lloyd Palace
  - Synagogue de Timișoara (1889) dans le quartier de Fabric
- Novi Sad
  - Palais Menrath
- De nombreuses écoles
- Synagogues à Brașov, Esztergom (1888), Szolnok, Nouvelle synagogue de Szeged (1907), Budapest (Angyalföld, Dózsa György Street Synagogue), Gyöngyös, Újpest, Zrenjanin, Murska Sobota et la Synagogue de Novi Sad.

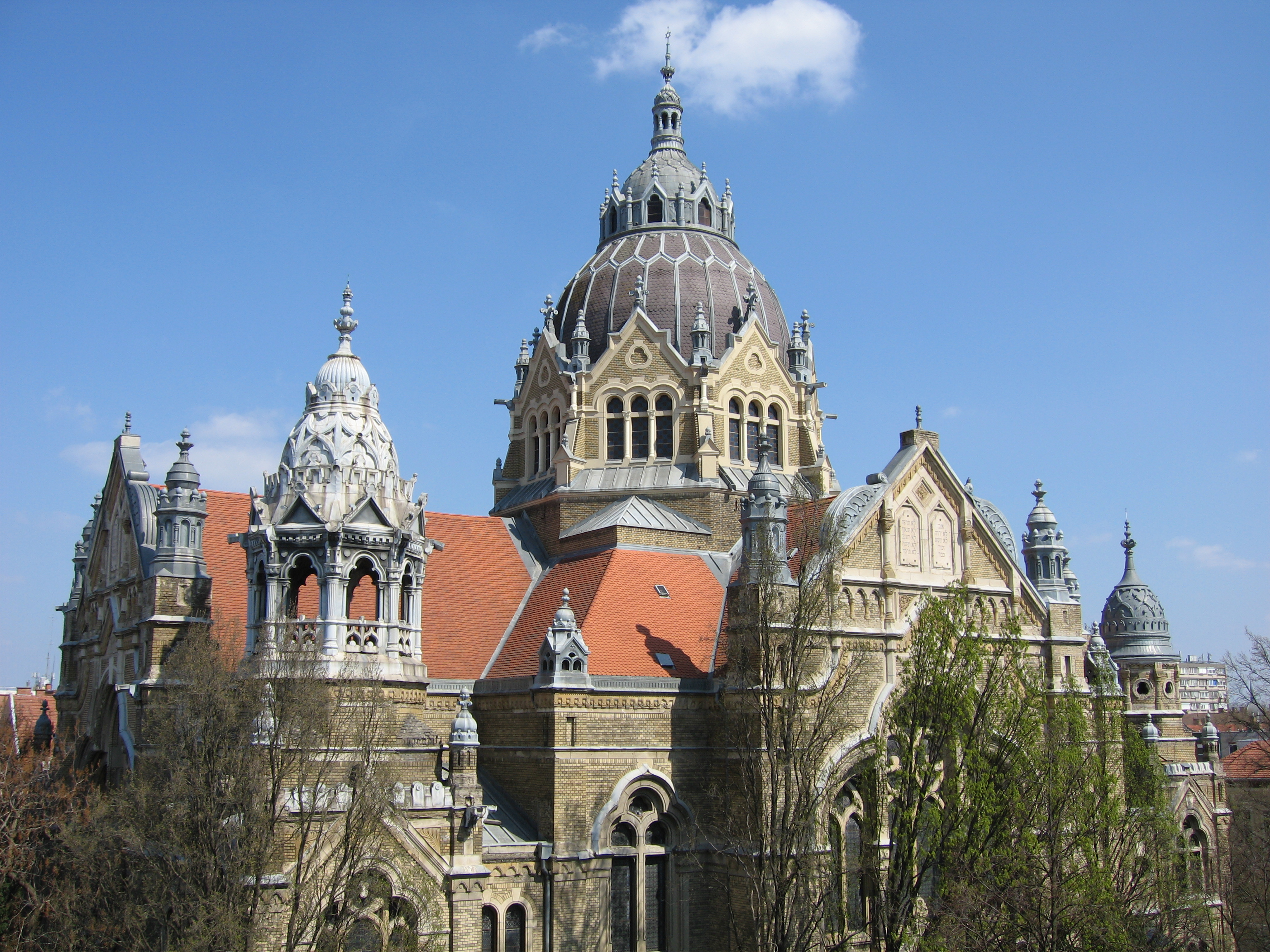
Nouvelle synagogue de Szeged
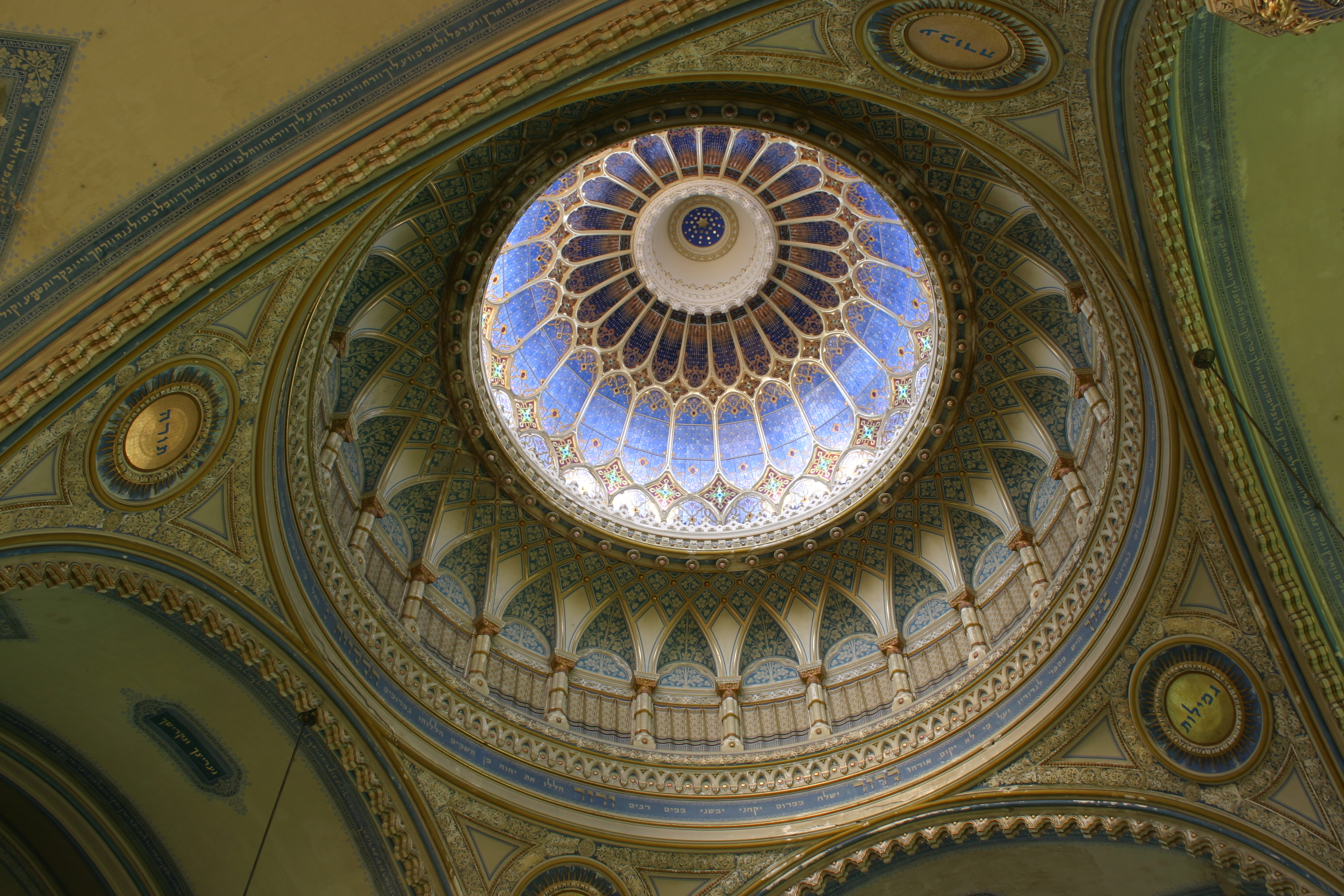
Dôme de la synagogue de Szeged
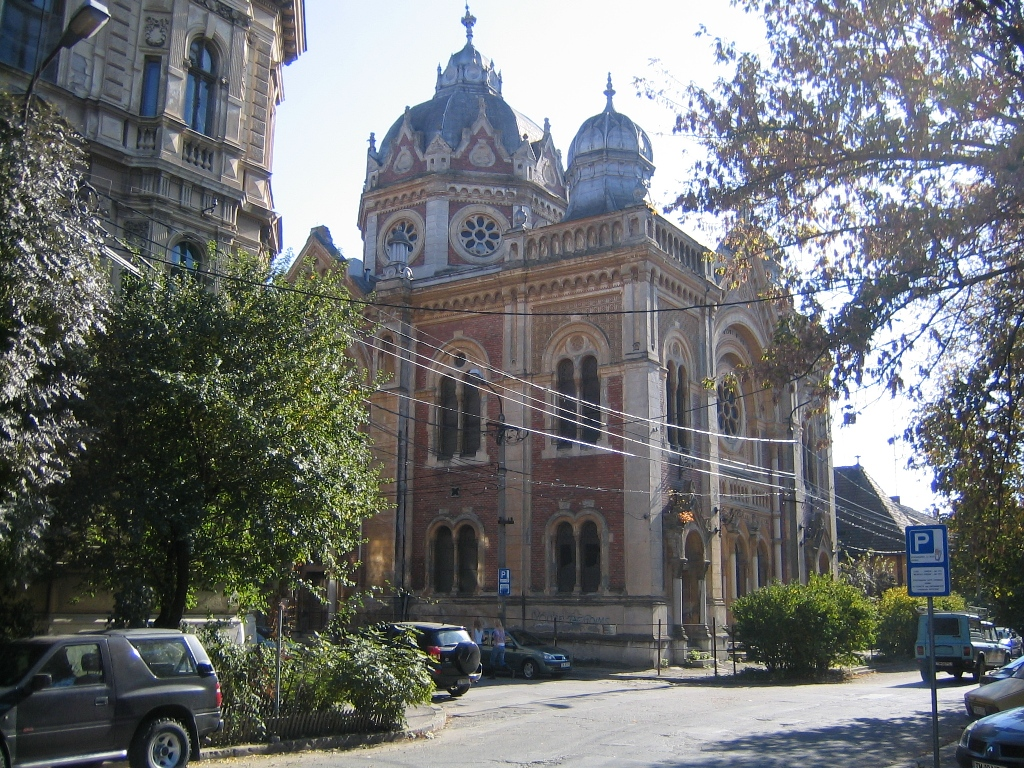
Synagogue de Timișoara
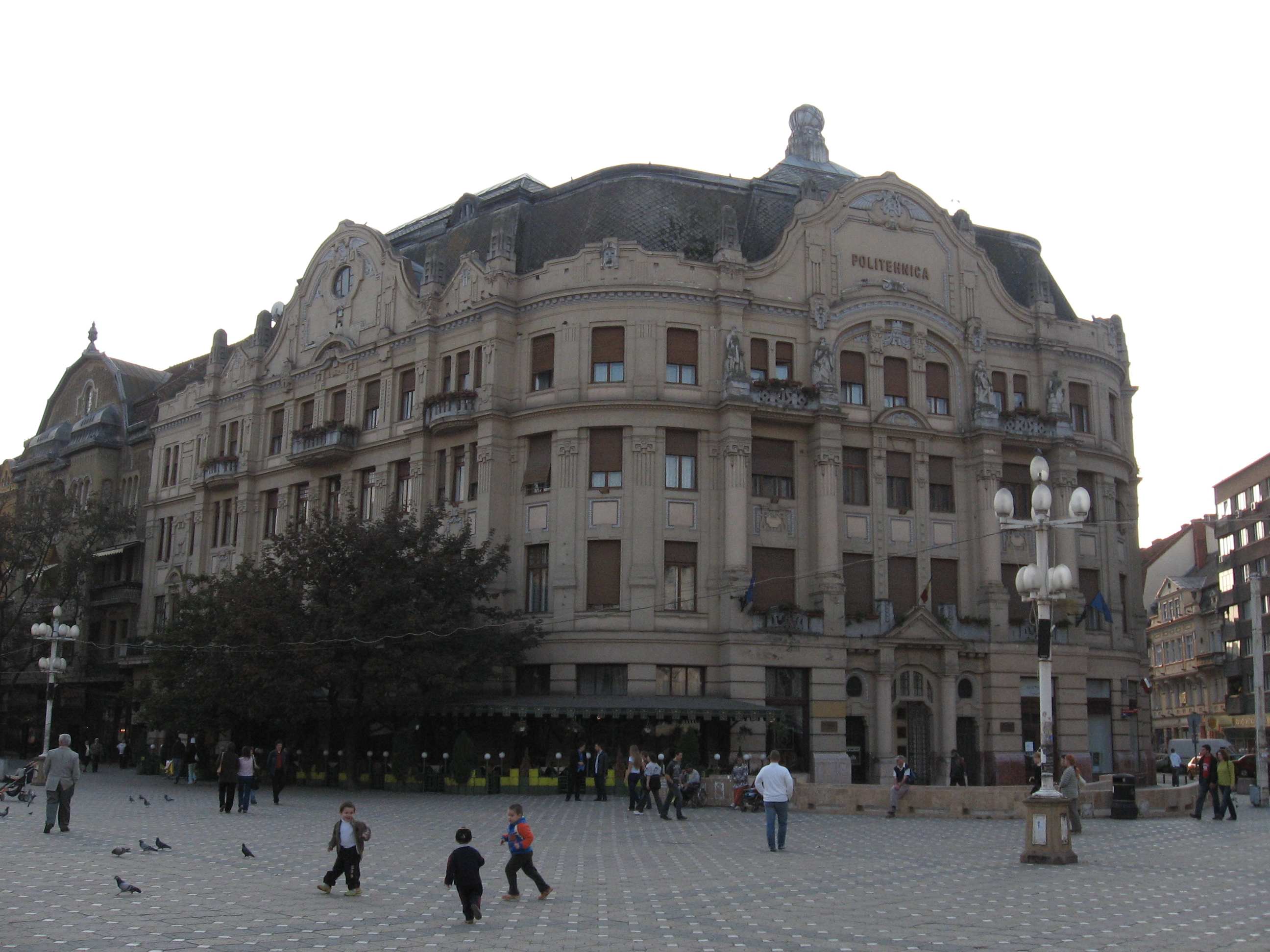
Bâtiment principal de l'université Politehnica, « Lloyd Palace »
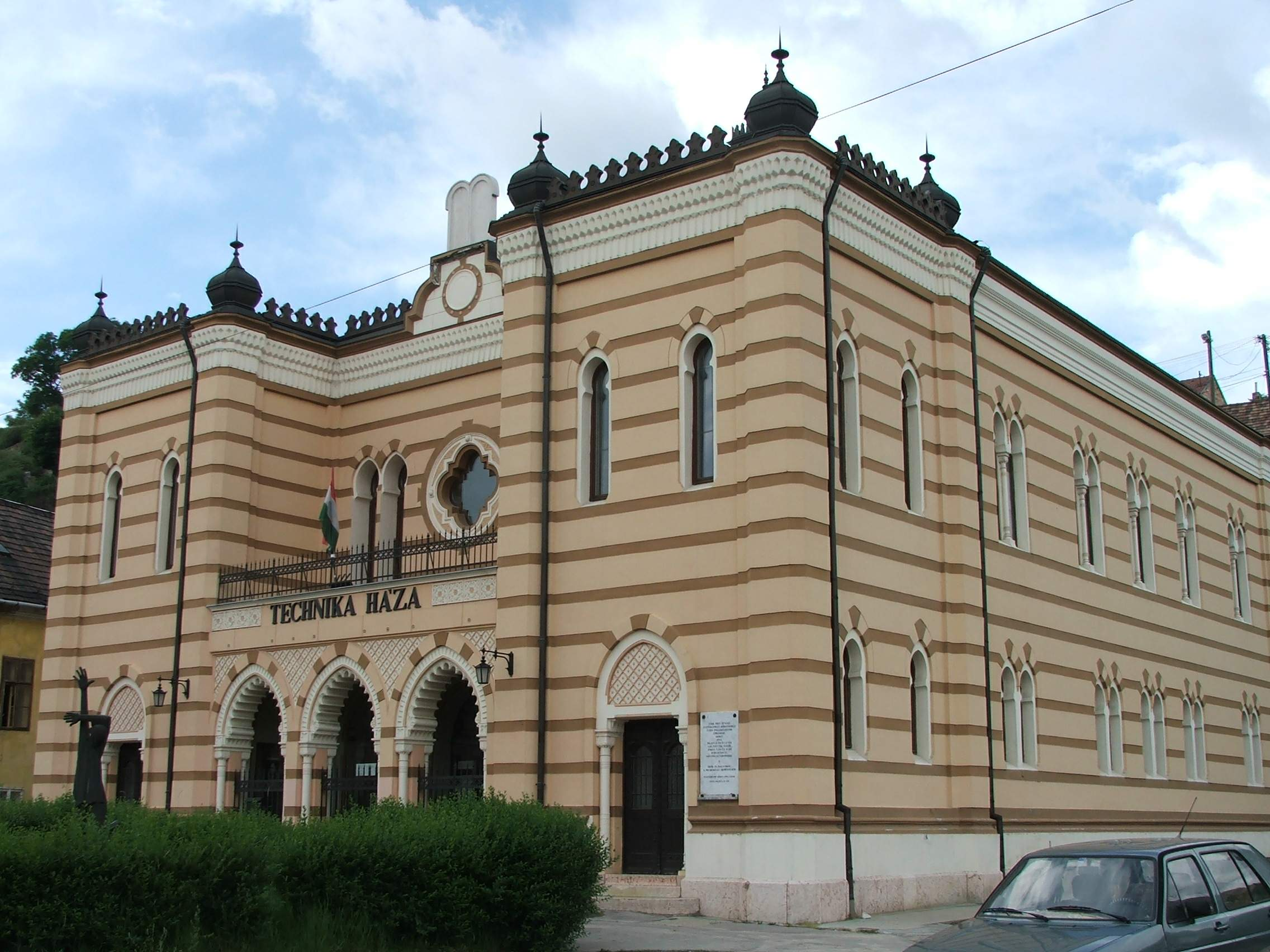
L'ancienne synagogue d'Esztergom
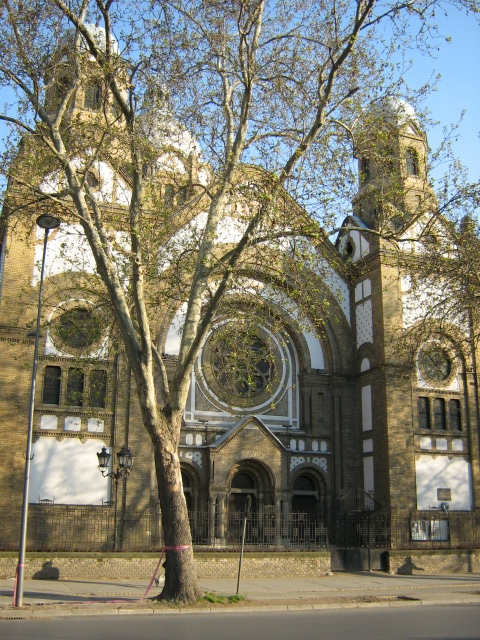
Synagogue de Novi Sad